# 贝勒马尼
贝勒马尼（法語：Bellemagny，法語發音：[bɛlmaɲi] ⓘ）是法国上莱茵省的一个市镇，属于阿尔特基什区。

## 地理
贝勒马尼（47°41'23"N, 7°4'2"E）面积2.1 平方千米，位于法国大東部大區上莱茵省，该省份为法国东部内陆省份，是阿尔萨斯的一部分，今与下莱茵省组成了阿尔萨斯欧洲集体，其北临下莱茵省，西接孚日省，西南接贝尔福地区省，东侧沿莱茵河与德国相望，南与瑞士接壤。
与贝勒马尼接壤的市镇（或旧市镇、城区）包括：布雷滕、盖沃纳滕、圣科姆、昂若、沃蒂耶尔蒙、埃坦布。
贝勒马尼的时区为UTC+01:00、UTC+02:00（夏令时）。

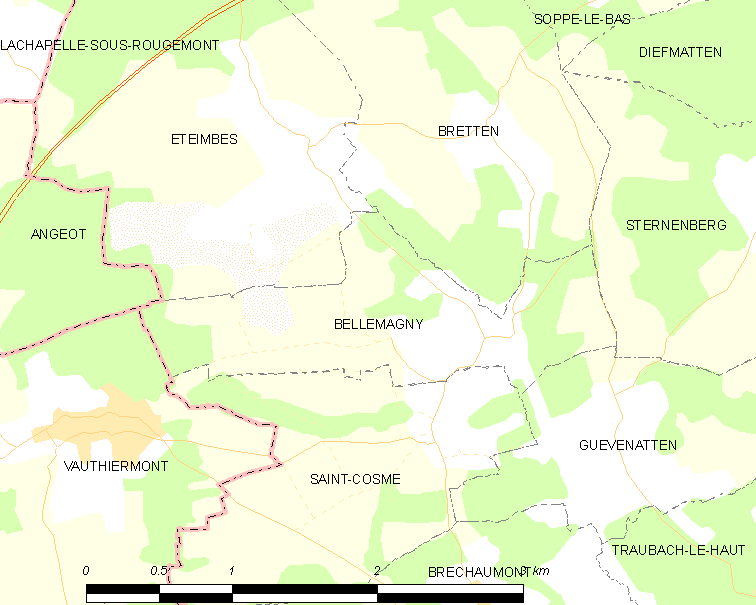
贝勒马尼的OSM定位图

## 行政
贝勒马尼的邮政编码为68210，INSEE市镇编码为68024。

## 政治
贝勒马尼所属的省级选区为马斯沃-尼德布吕克县。

## 人口

1962-2008年间贝勒马尼人口变化图示

贝勒马尼于2022年1月1日时的人口数量为148人。